# Teide 1
Teide 1 ist ein um 1995 entdecktes astronomisches Objekt der Gattung Brauner Zwerg in einer Distanz von etwa 400 Lichtjahren zur Erde. Teide 1 umfasst etwa 20 bis 50 Jupitermassen und ist damit vergleichbar mit Gliese 229 B sowie dem etwas größeren PPl 15. Teide 1 und PPl 15 sind Einzelobjekte, während Gliese 229 B mit seinem Partner Gliese 229 A, einem Roten Zwerg, das Doppelsternsystem Gliese 229 bildet.